# Tyrannobdella rex
Tyrannobdella rex is een soort bloedzuiger uit het Amazonegebied in Zuid-Amerika. Het is anno 2010 de enige bekende soort van het geslacht Tyrannobdella.

## Kenmerken
De bloedzuiger is vier centimeter lang en heeft in zijn enige kaak acht relatief grote tanden (130 µm). De wetenschappelijke naam verwijst wegens deze tanden naar de Tyrannosaurus rex. Daarnaast heeft de soort kleine genitalia.
De soort werd voor het eerst ontdekt in de neus van een meisje in Peru. Normaal gezien leeft de bloedzuiger in de neus en mond van in het water levende zoogdieren, waar hij enkele weken kan parasiteren.

## Fylogenie
Morfologisch en genetisch onderzoek wijst uit dat de soort nauw verwant is met Pintobdella chiapasensis, een bloedzuiger uit Chiapas (Mexico) die tapirs en runderen parasiteren. Deze groep zou verwant zijn met soorten uit India en Taiwan (zoals Dinobdella ferox) en uit Mexico, Afrika en het Midden-Oosten. Samen vormen ze de familie der Praobdellidae. Omdat deze soorten op verschillende continenten voorkomen, wordt verondersteld dat hun gemeenschappelijke voorouder op aarde voorkwam voor supercontinent Pangaea uiteenbrak. De soorten leven in slijmmembranen en vormen daardoor een mogelijk gevaar voor mensen.